# 1474
Пізнє Середньовіччя •  Відродження •  Реконкіста •  Ганза •  Ацтецький потрійний союз •  Імперія інків

## Геополітична ситуація
Османську державу очолює Мехмед II Фатіх (до 1481). Імператором Священної Римської імперії є Фрідріх III. У Франції королює Людовик XI (до 1483).
Апеннінський півострів розділений: північ належить Священній Римській імперії, середню частину займає Папська область, південь належить Неаполітанському королівству. Могутними державними утвореннями півночі є Венеційська республіка, Флорентійська республіка, Генуезька республіка та герцогство Міланське.
Майже весь Піренейський півострів займають християнські Кастилія і Леон, де розпочалася війна за спадщину, Арагонське королівство на чолі з Хуаном II (до 1479) та Португалія, де королює Афонсо V (до 1481). Під владою маврів залишилися тільки землі на самому півдні.
Едуард IV є королем Англії (до 1483), королем Данії та Норвегії — Кристіан I (до 1481), Швецію очолює регент Стен Стуре Старший (до 1497). Королем Угорщини є Матвій Корвін (до 1490), а Богемії — Владислав II Ягелончик. У Польщі королює, а у Великому князівстві Литовському княжить Казимир IV Ягеллончик (до 1492).
Частина руських земель перебуває під владою Золотої Орди. Галичина входить до складу Польщі. Волинь належить Великому князівству Литовському. Московське князівство очолює Іван III Васильович (до 1505).
На заході євразійських степів від Золотої Орди відокремилися Казанське ханство, Кримське ханство, Ногайська орда. У Єгипті панують мамлюки. У Китаї править династія Мін. Значними державами Індостану є Делійський султанат, Бахмані, Віджаянагара. В Японії триває період Муроматі.
У Долині Мехіко править Ацтецький потрійний союз на чолі з Ашаякатлем (до 1481). Цивілізація мая переживає посткласичний період. В Імперії інків править Тупак Юпанкі (до 1493).

## Події
- 14 грудня, після смерті короля Кастилії Генріха IV, почалась боротьба за трон між його звідною сестрою Ізабеллою та дочкою Іоанною. Конфлікт переріс у громадянську війну за участю Португалії і Франції, що тривала до 1479 року і закінчилась перемогою арагонського короля Фердинанда II, чоловіка Ізабелли з 1469. Королівство Кастилія і Леон стали пов'язаними з Арагоном особистою унією, що заклало основи об'єднання всієї Іспанії.
- Війна між Англією та Ганзою завершилася підписанням в Утрехті мирної угоди.
- Швейцарські кантони оголосили війну герцогу Бургундії Карлу Сміливому. 13 листопада вони здобули важливу перемогу над бургундцями під Ерікуром.
- Король Угорщини Матвій Корвін підписав перемир'я на три роки з польським королем Казимиром IV Ягеллончиком та його сином Владиславом II Ягеллончиком, який перендував на трон Богемії.
- У Венеції почала складатися патентна система.
- В Оттоманській імперії страчено Махмуда-пашу Ангеловича за звинуваченням в змові з Венецією з метою відновити Візантійську імперію.
- Турецький султан Мехмед II послав війська в Молдавію проти Стефана III Великого.